# 餘割
| 餘割          | |
|               | |
| 性質          | |
| 奇偶性        | 奇 |
| 定義域        | {\displaystyle \left\{x\in \mathbb {R} \|x\neq k\pi ,\,k\in \mathbb {Z} \right\}} {\displaystyle \left\{x\in \mathbb {R} \|x\neq 180^{\circ }k,\,k\in \mathbb {Z} \right\}}                                                                             |
| 到達域        | {\displaystyle \left\|\csc x\right\|\geq 1} |
| 周期          | {\displaystyle 2\pi } （360°） |
| 特定值        | |
| 當x=0         | ∞ |
| 當x=+∞        | N/A |
| 當x=-∞        | N/A |
| 最大值        | +∞ |
| 最小值        | -∞ |
| 其他性質      | |
| 渐近线        | {\displaystyle x=k\pi } （x=180°k） |
| 根            | 無實根 |
| 臨界點        | {\displaystyle k\pi -{\tfrac {\pi }{2}}} （180°k-90°） |
| 不動點        | 當x軸為弧度時： ±1.11415714087193... （±63.8365018863243...°） ±2.77260470826599... （±158.858548041742...°） ±6.4391172384172... （±368.934241551242...°） ... 當x軸為角度時： ±7.5804535084227...° ±179.6811235695917...° ±360.15908484761767...° ... |
| k是一個整數。 | |

餘割（Cosecant，{\displaystyle \csc }）是三角函数的一种。它的定义域不是{\displaystyle k\pi }（或180°k，其中{\displaystyle k}為整數）的整个实数集，值域是絕對值大於等于一的实数。它是周期函数，其最小正周期为{\displaystyle 2\pi }（360°）。
餘割是三角函数的餘函數（餘弦、餘切、餘割、餘矢）之一，所以在{\displaystyle 2k\pi }（360°k）到{\displaystyle 2k\pi +{\frac {\pi }{2}}}（360°k+90°）的區間之間，函數是遞减的，另外餘割函数和正弦函数互為倒數。
在單位圓上，餘割函数位於割線上，因此將此函數命名為餘割函数。
和其他三角函數一樣，餘割函数一樣可以擴展到複數。

## 符号史
余割的符号为{\displaystyle \csc }，取自英文，其又源於拉丁文的及。

## 定义

### 直角三角形中

直角三角形，為直角，的角度為 ， 對於而言，a為對邊、b為鄰邊、c為斜邊

在直角三角形中，一个銳角{\displaystyle \angle A}的餘割定義為它的斜邊與對邊的比值，也就是：
{\displaystyle \csc \theta ={\frac {\mathrm {c} }{\mathrm {a} }}}
其定義與正弦函數互為倒數。

### 直角坐标系中
设{\displaystyle \alpha }是平面直角坐标系xOy中的一个象限角，{\displaystyle P\left({x,y}\right)}是角的终边上一点，{\displaystyle r={\sqrt {x^{2}+y^{2}}}>0}是P到原点O的距离，则{\displaystyle \alpha }的余割定义为：
{\displaystyle \csc \alpha ={\frac {r}{y}}}

### 单位圆定义

单位圆

图像中给出了用弧度度量的某个公共角。逆时针方向的度量是正角而顺时针的度量是负角。设一个过原点的线，同x轴正半部分得到一个角{\displaystyle \theta }，并与单位圆相交。这个交点的y坐标等于{\displaystyle \sin \theta }。在这个图形中的三角形确保了这个公式；半径等于斜边并有长度1，所以有了{\displaystyle \csc \theta ={\frac {1}{y}}}。单位圆可以被认为是通过改变邻边和对边的长度并保持斜边等于1查看无限数目的三角形的一种方式。
对于大于{\displaystyle 2\pi }（360°）或小于{\displaystyle -2\pi }（-360°）的角度，简单的继续绕单位圆旋转。在这种方式下，餘割变成了周期为{\displaystyle 2\pi }（360°）的周期函数：
{\displaystyle \csc \theta =\csc \left(\theta +2\pi k\right)=\csc \left(\theta +360^{\circ }k\right)}
对于任何角度{\displaystyle \theta }和任何整数{\displaystyle k}。

### 與其他函數定義
餘割函數和正弦函數互為倒數
即：
{\displaystyle \csc x={\frac {1}{\sin x}}}

### 級數定義
餘割也能使用泰勒級數來定義：
{\displaystyle \csc x={\frac {1}{x}}+{\frac {x}{6}}+{\frac {7x^{3}}{360}}+{\frac {31x^{5}}{15120}}+{\frac {127x^{7}}{604800}}+{\frac {73x^{9}}{3421440}}+...=\sum _{n=1}^{\infty }{\frac {2(2^{2n-1}-1)B_{2n}}{(2n)!}}x^{2n-1}.}
其中{\displaystyle B_{2n}}為伯努利數。
另外，我们也有
{\displaystyle \csc x={\frac {1}{x}}+2x\sum _{n=1}^{\infty }{\frac {(-1)^{n}}{-n^{2}\pi ^{2}+x^{2}}}.}

### 微分方程定义
{\displaystyle \csc 'x=-\csc x\cot x}
{\displaystyle \csc x=\left(\ln \left|\csc x-\cot x\right|\right)'}

### 指数定义
{\displaystyle \csc \theta ={\frac {2\mathrm {i} }{e^{{\mathrm {i} }\theta }-e^{-{\mathrm {i} }\theta }}}\,}

## 恆等式

### 和差角公式
{\displaystyle \csc(\theta \pm \psi )={\frac {\csc \theta \csc \psi }{\cot \psi \pm \cot \theta }}}